# Microstegium glaberrimum
Microstegium glaberrimum là một loài thực vật có hoa trong họ Hòa thảo. Loài này được (Honda) Koidz. mô tả khoa học đầu tiên năm 1929.